# Uwabaki

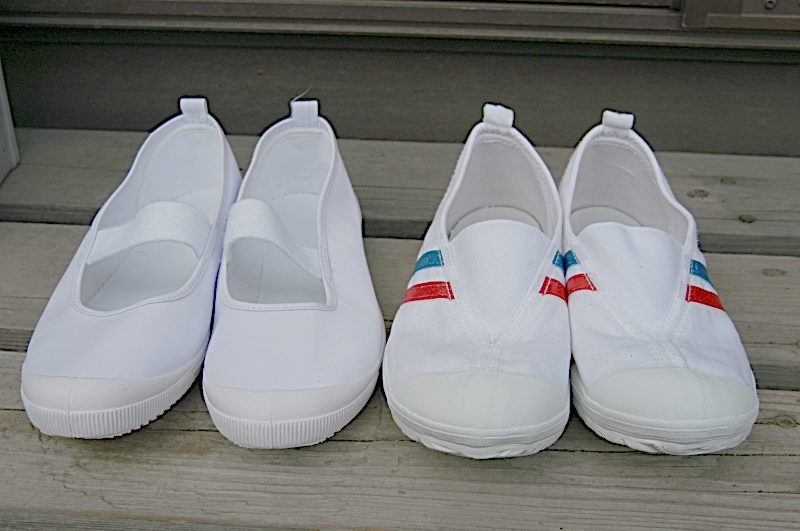
In classe gli studenti giapponesi sono tenuti a togliersi le scarpe che indossano all'aperto e calzare al loro posto luwabaki, una sorta di pantofola morbida pensata per esser usata solo in casa

Gli uwabaki (上履き?) sono un tipo di pantofole giapponesi usate all'interno di edifici. Vengono indossate a casa, a scuola e in ditte o edifici pubblici nei quali è proibito l'uso delle scarpe.
Tradizionalmente i giapponesi non gradiscono che all'interno dei luoghi di abitazione e, in generale, all'interno dei luoghi di studio o lavoro, vengano calzate le stesse scarpe utilizzate in strada. Quando qualcuno entra nel genkan (il tradizionale ingresso della casa giapponese) si toglie quindi le scarpe e indossa qualche altro tipo di calzatura.
Nell'ingresso di ogni edificio scolastico, dall'asilo al college, ogni studente ha il proprio armadietto chiuso dove conserva i suoi uwabaki.